# Conistra neurodes
Conistra neurodes är en fjärilsart som beskrevs av Jacob Hübner 1827. Conistra neurodes ingår i släktet Conistra och familjen nattflyn. Inga underarter finns listade i Catalogue of Life.